# Su Huijuan
Su Huijuan (em chinês:  蘇 惠娟; Tianjin, 3 de abril de 1964) é uma ex-jogadora de voleibol da China que competiu nos Jogos Olímpicos de 1984, 1988 e 1992.
Em 1984, ela fez parte da equipe chinesa que conquistou a medalha de ouro no torneio olímpico. Quatro anos depois, ela participou de um jogo e ganhou a medalha de bronze com o conjunto chinês no campeonato olímpico de 1988. Huijuan fez a sua última participação em Olimpíadas nos jogos de 1992, atuando em quatro partidas e finalizando na sétima colocação com o time chinês na competição olímpica.